# 王玉成 (知縣)
王玉成（？—？），雲南畢節人，清朝政治人物。舉人出身。
乾隆三十二年，接替王圣维。擔任江蘇荆溪縣知縣。后由王德安接任。